# Кто есть кто (фильм)
«Кто есть кто» (фр. Flic Ou Voyou, дословно — «Полицейский или бандит») — французский детективный кинофильм. Экранизация романа Мишеля Гризолиа «Инспектор побережья». Лидер советского кинопроката 1981 года.

## Сюжет
В номере мотеля в Ницце убиты комиссар полиции Бертран, известный своей тесной связью с местными преступными боссами, и проститутка Рита Черутти. Вскоре в город приезжает крутой парень на крутом автомобиле и с большим револьвером, назвавшийся Антонио Черутти, братом убитой девицы. В действительности это дивизионный комиссар Станислас Боровиц из Управления собственной безопасности, присланный из Парижа для расследования убийства Бертрана и фактов коррупции в полиции Ниццы. Действуя не слишком законными методами и применяя хитроумные комбинации, Боровиц нейтрализует главарей двух преступных группировок и двух коррумпированных инспекторов полиции.

## В ролях
- Жан-Поль Бельмондо — Антонио Черутти (дивизионный комиссар Управления собственной безопасности Станислас Боровиц)
- Жюли Жезекель[фр.] — Шарлотта, дочь Станисласа Боровица
- Жорж Жере — Теодор Мюзар
- Жан-Франсуа Бальмер — инспектор Массар
- Клод Броссе[фр.] — Ахилл (Ашиль) Вольфони
- Мишель Бон — Марсель Ланглуа
- Катрин Лашан — Симон
- Венантино Венантини — Марио
- Шарль Жерар — Казабан
- Мишель Галабрю — комиссар полиции Гримо
- Мари Лафоре — Эдмонда Пюже-Ростан
- Тони Кендалл[фр.] — Рэй
- Филипп Кастелли[фр.] — инспектор автошколы
- Марк Ламоль — прокурор
- Мишель Пейрелон[фр.] — Камил
- Николя Фогель — Марсель Гастон
- Патрик Рокка — Люсьен, владелец казино
- Жюльетта Миллс — мадам Бертран
- Мирей Орсини — мадам Клара Черутти
- Роберти — лавочник
- Антуан Мазелли — декоратор
- Жоржия Беле — Женевьева
- Рене Трамони — эпизод
- Бернар Фонтейн — эпизод
- Анри Атталь — эпизод
- Мишель Жакти — девушка в кемпинге
- Жан Марсилья — водитель такси
- Жак Лежён — Луи
- Майте Массон — путана в мотеле «Притания»
- Рене-Шарль Трамони — бандит
- Себ — ювелир
- Валери Киркорян — Рита Черутти (нет в титрах)
- Морис Озель — полицейский (нет в титрах)
- Брижит Бивальски — стюардесса (нет в титрах)

## Награды
- Премия «Золотой экран», ФРГ, 1980.